# Dipartimento di Capital (Santiago del Estero)
Capital è un dipartimento argentino, situato nella parte centro-occidentale della provincia di Santiago del Estero, con capoluogo Santiago del Estero.
Esso confina a nord con i dipartimenti di Río Hondo e Banda; a est con i dipartimenti di Robles e Banda; a sud con i dipartimenti di Choya e Silípica; a ovest con di dipartimenti di Choya e Guasayán
Secondo il censimento del 2001, su un territorio di 2.116 km², la popolazione ammontava a 244.567 abitanti, con un aumento demografico del 21,14% rispetto al censimento del 1991.
Municipi e “comisiones municipales” del dipartimento sono:
- San Pedro
- Santiago del Estero
- Villa Zanjón